# Chiesa di Santa Caterina d'Alessandria (Paternò)
La chiesa di Santa Caterina d'Alessandria occupa l'estremo meridionale di un ampio isolato alla base delle collina storica  di Paternò, nei pressi della chiesa di Santa Barbara e dell'ex monastero della Santissima Annunziata.

## Storia
L'edificio venne edificato tra il 1725 e il 1730 in sostituzione di un più antico edificio, risalente alla metà del XVI secolo, ma danneggiato dal terremoto del 1693, che era stato sede dell'omonima confraternita sin dalla sua costituzione nel 1574. La nuova costruzione fu realizzata grazie alle somme donate dal sacerdote Giacinto Giglio, governatore pro tempore della confraternita e la nuova sede venne consacrata il 6 ottobre 1730.
Intorno alla metà del Settecento furono realizzati la facciata e il campanile. Tra il 1774 e il 1792 furono realizzati gli altari in marmo, mentre il pavimento in intarsi marmorei fu realizzato tra il 1803 e il 1804.
L'edificio subì cospicui danneggiamenti dai bombardamenti inglesi dell'estate del 1943. Riparata negli anni seguenti all'evento bellico, la chiesa venne nuovamente danneggiata dai terremoti del 2002. In seguito ai lavori di restauro, finanziati dal dipartimento regionale per la protezione civile, è stata riaperta al culto il 10 maggio 2011.
La chiesa accoglie anche il culto dei santi Alfio, Filadelfo e Cirino, che vi è documentato dal 1632.

## Descrizione
La chiesa presenta un'aula a pianta ottagonale, ma la diversa lunghezza dei lati che danno accesso al vestibolo e al presbiterio conferisce alla pianta un marcato orientamento longitudinale.
L'aula è coperta da una volta a padiglione lunettata, con pronunciata convessità verso l'alto. Il pavimento è in intarsio marmoreo.
La decorazione interna è costituita da lesene tuscaniche che sostengono la trabeazione sulla quale è impostato il tamburo. Le lesene proseguono nelle costolature della volta, suddivisa in otto spicchi e con medaglione centrale dove è raffigurato l'Agnus Dei.
Nei lati dell'ottagono perpendicolari a quello di ingresso sono sistemati un'uscita laterale e un confessionale ligneo. Gli altri quattro lati dell'ottagono accolgono altrettanti altari; quello principale, notevolmente più grande degli altri e realizzato con pregiati materiali lapidei, è impostato su una piattaforma rialzata dal resto del presbiterio.
Al centro del vestibolo si trova la doppia lapide che permette l'ingresso alla cripta, dove un tempo avveniva la tumulazione dei confrati.
La facciata è impostata su un alto basamento in conci squadrati di basalto, risulta suddiviso in tre fasce da quattro lesene tuscaniche che separano la zona centrale dalle due laterali e sorreggono una pronunciata cornice di gronda. Nella fascia centrale è presente il semplice portale di ingresso sormontato da una finestra coronata da un timpano triangolare. Nella fascia sinistra, animata dalle strette feritoie e dalla finestra circolare che danno luce alla scala del campanile, si imposta l'edicola campanaria aperta ai quattro lati da monofore ad arco centrico e sormontata da una cupoletta cuspidata a base ottagonale e dal profilo sinuoso.
Il piano di ingresso della chiesa è raccordato con quello stradale da una serie di gradini di varia pianta che formano una scalinata scenografica.